# Vesela, Kremeneț
Vesela (în ucraineană Весела) este un sat în comuna Popivți din raionul Kremeneț, regiunea Ternopil, Ucraina.

## Demografie
Componența lingvistică a localității Vesela
     Ucraineană (99,21%)
     Alte limbi (0,79%)
Conform recensământului din 2001, majoritatea populației localității Vesela era vorbitoare de ucraineană (99,21%), existând în minoritate și vorbitori de alte limbi.